# Шестой буддийский собор

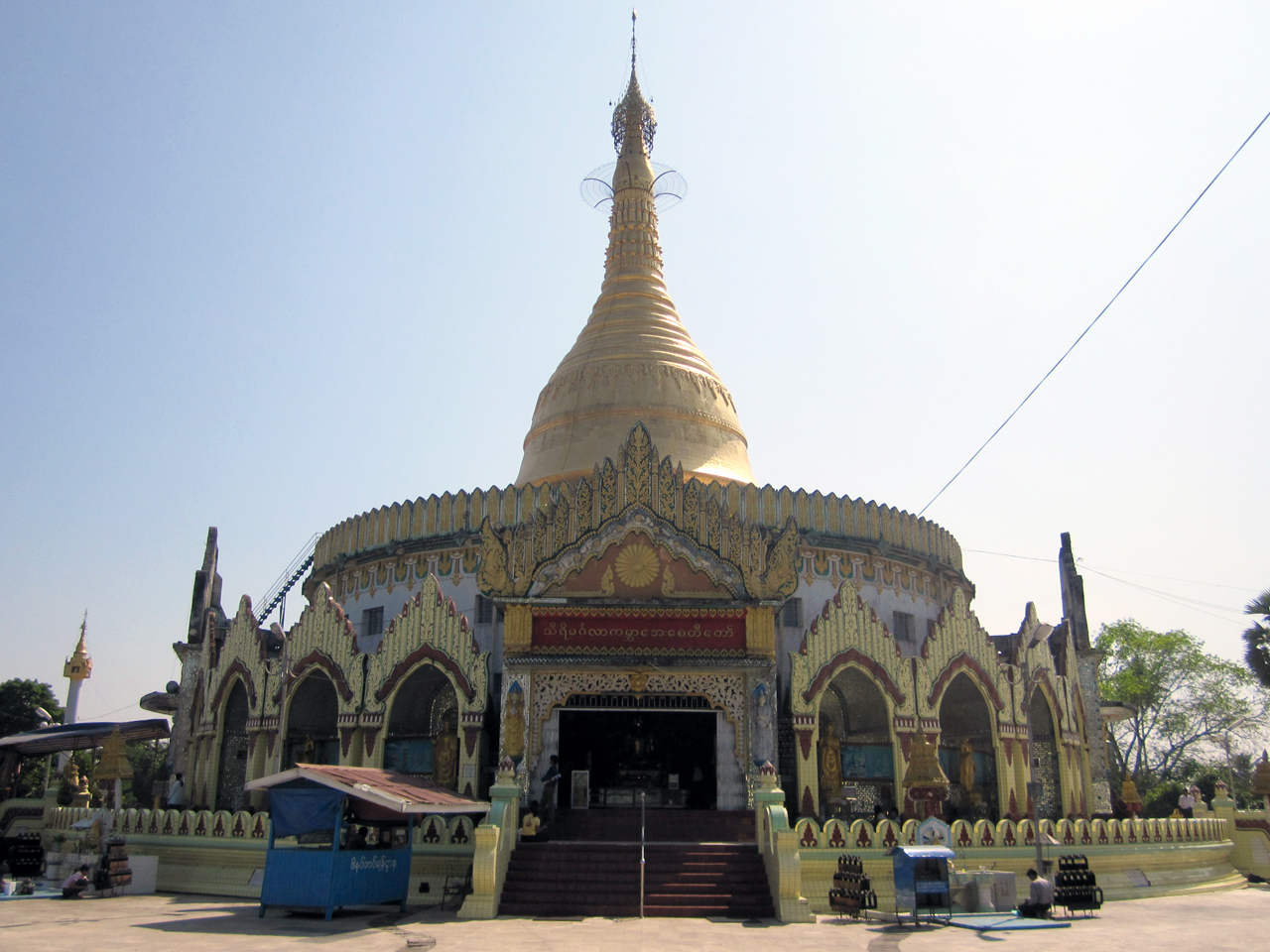
Пагода Каба Айе

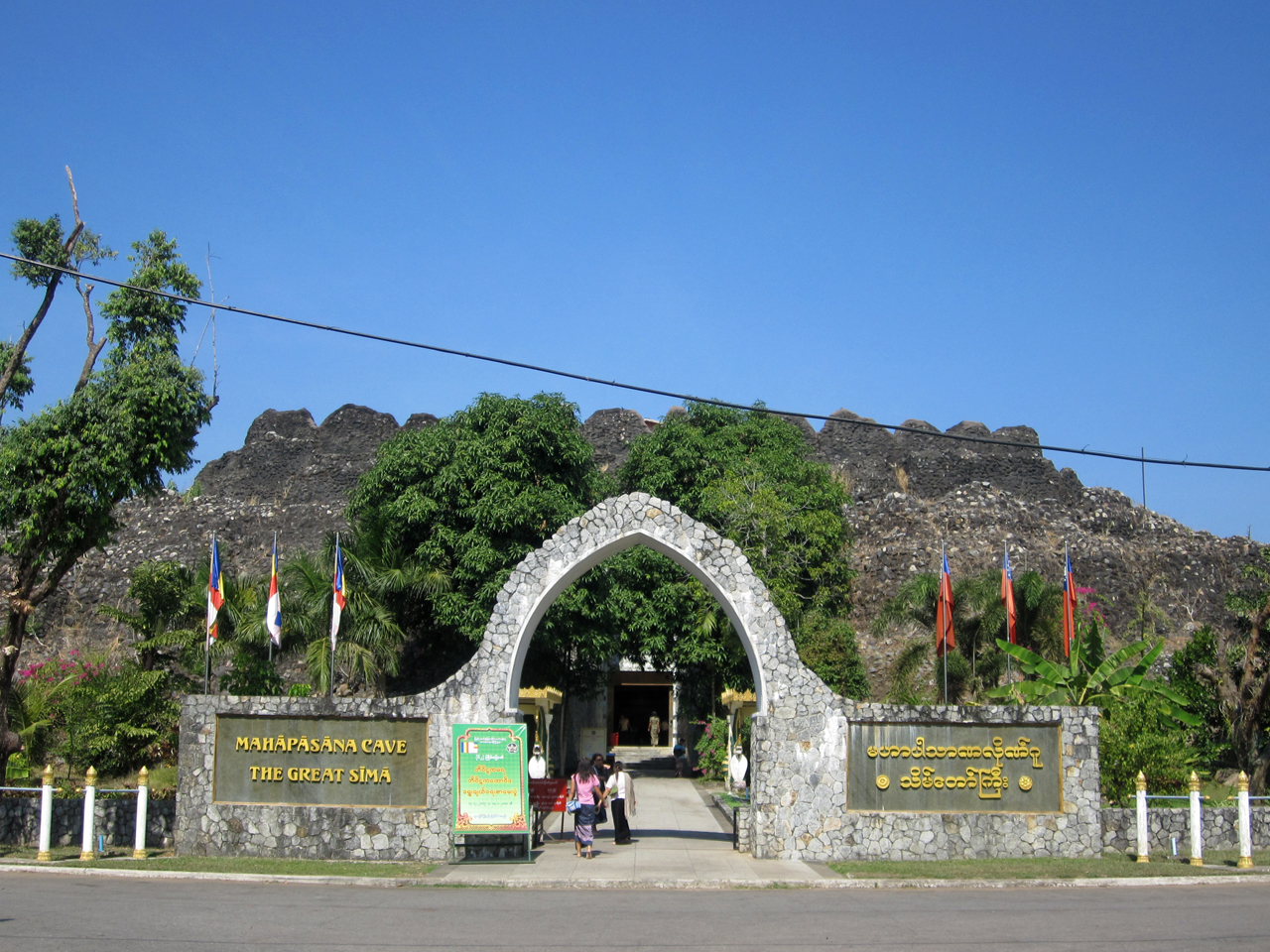
пещера Махапассана-гуха

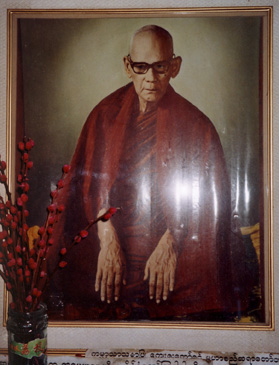
Махаси Саядо

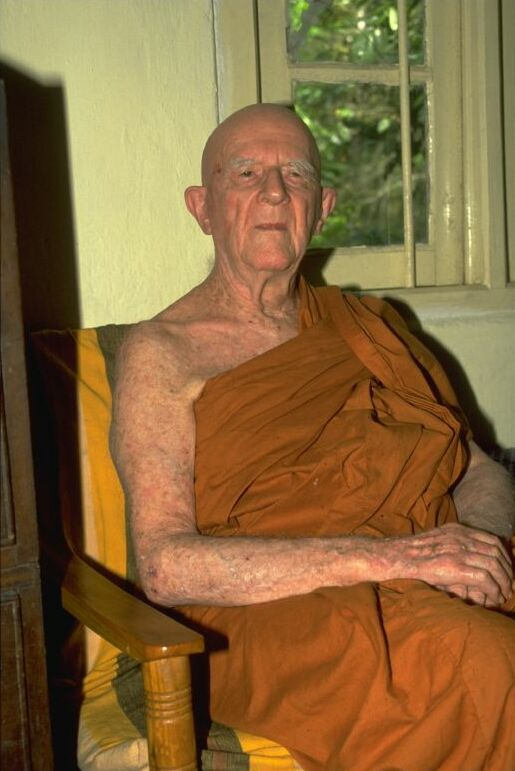
Ньянапоника Махатхера

Шестой буддийский собор (пали: IAST: Chaṭṭha Saṅgāyana; бирм. ဆဌမသံဃာရတနာတင်ပွဲ) проводился в рамках школы Тхеравада в Янгоне (Мьянма) с 1954 по 1956 годы. Для проведения мероприятия был специально построен храмовый комплекс Каба Айе Пагода и пещера Махапассана-гуха. В соборе принимало участие 2500 монахов из восьми стран, в которых распространена тхеравада. Собор был приурочен к 2500-летию паринирваны Будды. Целью собора было принятие мер для сохранения буддийской традиции Тхеравада.
В течение двух лет монахи читали тексты палийского канона и после-каноническую литературу аттхакатха. В результате была принята новая редакция палийских текстов.
За 83 года до этого собора в Мандалае состоялся Пятый буддийский собор, в котором участвовали только бирманские монахи.
Шестой собор поддерживался правительством Бирмы и премьер-министром У Ну.
Были созваны монахи из общин восьми стран: Мьянмы, Камбоджи, Индии, Лаоса, Непала, Шри-Ланки, Таиланда и Вьетнама. Один японский храм также послал своих представителей. В работе участвовали монахи немецкого происхождения Ньянатилока Тхера и Ньянапоника Тхера.
Достопочтенный монах Махаси Саядо задавал вопросы достопочтенному Мингун Саядо, который давал на них ответы.
За время работы собора были просмотрены издания Типитаки, комментарии и интерпретации, сделанные в разных странах, и приведены к единому виду, готовому для печати в современных типографиях. Работа была завершена к 24 мая 1956 года, полнолунию и 2500-летнему юбилею паринирваны Будды.
С 1999 года Фонд Общества Дхаммы в Таиланде провёл работы по вычищению ошибок и опечаток в издании Типитаки после собора. Эта работа была завершена к 2005 году.